# Ханеданьян, Грайр Грайрович
Грайр Гра́йрович Ханеданья́н (род. 6 июня 1939, Каменск-Шахтинский, Ростовская область) — советский и российский оперный певец (тенор), композитор и художник. Народный артист Узбекской ССР (1974). Заслуженный артист Украинской ССР (1969). Народный артист Северной Осетии-Алании (1999). Муж Ларисы Гергиевой.

## Биография
Мать, Антонина Михайловна Парамонова, уроженка города Тамбова, отец Грайр Айкович Ханеданьян (1909—?), уроженец Трапезунда, прошедший Советско-финскую и Великую Отечественную войны.
1958 — поступил во Львовскую государственную консерваторию им. Н. В. Лысенко по классу вокала.
1961 — принят в труппу Львовского оперного театра как солист оперы.
С 1963 по 1965 проходил действительную службу в Советской Армии.
1965 — приглашён солистом в Одесский театр оперы и балета, в котором проработал до 1972 года, когда его пригласили в ГАБТ им. А. Навои в Узбекистане. В Ташкенте работал до 1980 года, одновременно занимаясь преподавательской деятельностью в Ташкентской государственной консерватории и ТТХИ.
С 1980 по 1987 год работал в Северо-Осетинском театре оперы и балета в Орджоникидзе, пока не был приглашён в труппу Пермского оперного театра им. П. И. Чайковского. Одновременно работал в Кировском театре.
1995 — перешёл в коллектив Мариинского театра Санкт-Петербурга.
В настоящее время работает в Мариинском театре, в Академии молодых певцов при Мариинском театре и является профессором Санкт-Петербургской государственной консерватории им. Н. А. Римского-Корсакова на кафедре вокала.
Автор нескольких опер, балета, романсов, симфонических произведений.
Занимается живописью с 1960 года.